# Ambrose Bierce

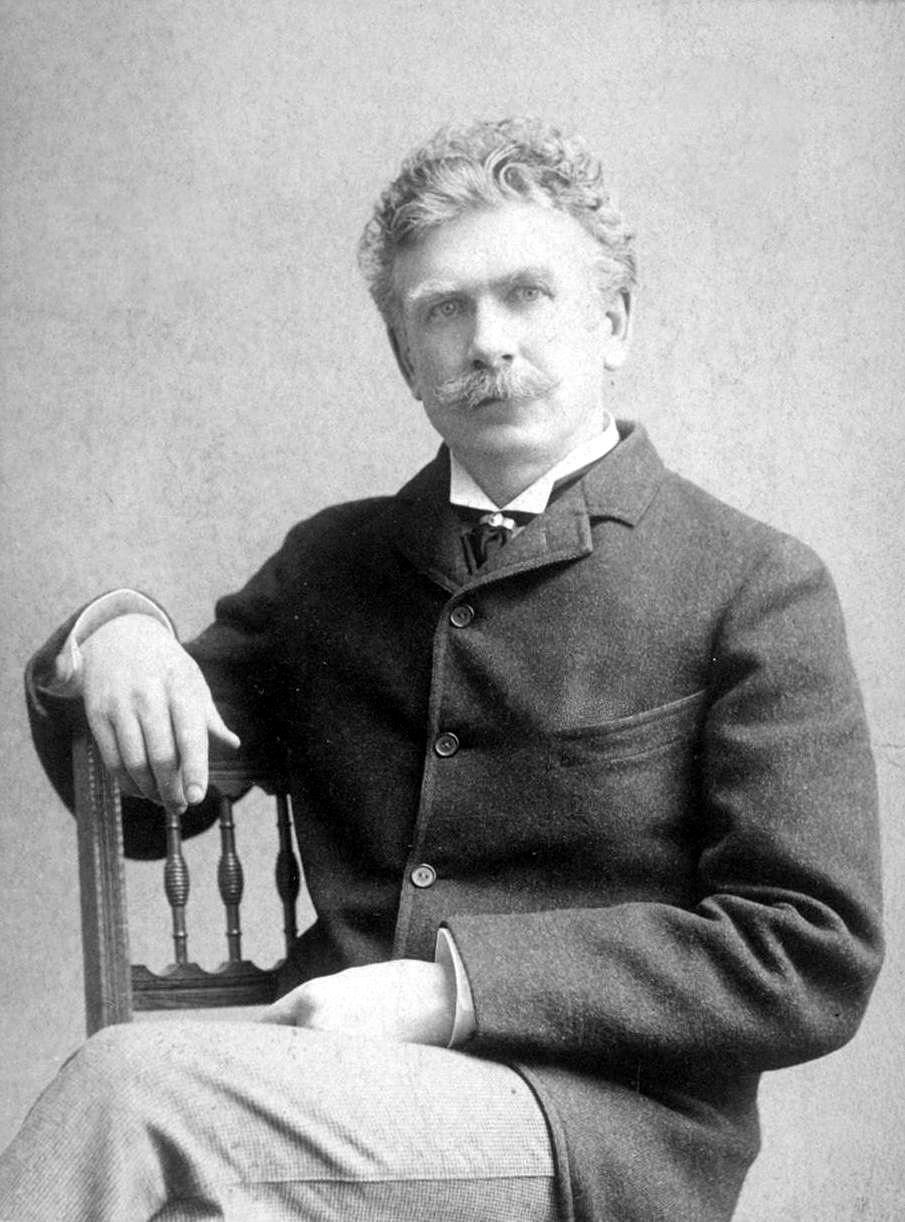
Ambrose Bierce in 1892

Ambrose Gwinnett Bierce (Meigs County, Ohio, 24 juni 1842 - datum van overlijden onzeker, maar mogelijk  december 1913 of begin 1914 en waarschijnlijk in Mexico) was een Amerikaans satiricus, schrijver van korte verhalen en criticus, uitgever en journalist. Hij is het meest bekend om zijn satirische woordenboek The Devil's Dictionary en het korte verhaal An Occurrence at Owl Creek Bridge. Zijn sardonische beschrijvingen gaven aanleiding tot zijn bijnaam Bitter Bierce.  Zijn werk heeft de tand des tijds doorstaan, dankzij zijn heldere stijl en gebrek aan sentimentaliteit.

## Jeugd en militaire dienst
Ambrose Bierce was de tiende van dertien kinderen die op wens van zijn vader, Marcus Aurelius Bierce (1799–1876), allemaal een naam hadden die met een 'A' begon. Hoewel hij in Ohio was geboren, bracht hij het merendeel van zijn jeugd door in Kosciusko County, Indiana.
Aan het begin van de Amerikaanse Burgeroorlog nam hij dienst in het 9th Indiana Infantery van het leger van de Unie en werd in februari 1862 benoemd tot eerste luitenant onder generaal William Babcock Hazen als topograaf. Hij maakte kaarten van mogelijke slagvelden. Bierce vocht mee in de Slag bij Shiloh (april 1862), een angstwekkende gebeurtenis die de basis vormde voor verschillende korte verhalen en zijn memoires, getiteld What I Saw of Shiloh.
Hij bleef actief aan het westelijk front en haalde zelfs de kranten voor de gewaagde redding van een gewonde kameraad tijdens de Slag bij Rich Mountain in West Virginia. In juni 1864 liep hij een zware hoofdwond op tijdens de Slag bij Kennesaw Mountain, bracht de rest van de zomer door op verlof en keerde in september terug in actieve dienst. In 1865 zwaaide hij af, maar al in 1866 keerde hij weer terug om onder het commando van Generaal Babcock Hazen een inspectietour te houden langs de forten op de Great Plains, van Omaha in Nebraska naar San Francisco in Californië, waar de expeditie aan het eind van dat jaar aankwam. Bierce werd hier benoemd tot brevet major, majoor zonder de bijhorende soldij.

## Privéleven
Ambrose trouwde in 1872 met Mary Ellen ("Molly") Day. Het stel kreeg twee zoons, Day (1872-1889) en Leigh (1874-1901) en een dochter, Helen (1875-1940). Beide zoons stierven vóór hun vader. Day stierf aan schotwonden opgelopen in een vechtpartij om een vrouw; Leigh stierf aan een longontsteking als gevolg van zijn alcoholisme. In 1888 verliet Bierce zijn vrouw na de ontdekking van een stel compromitterende brieven van een minnaar. De scheiding werd uiteindelijk in 1904 uitgesproken.

## Journalistieke carrière
Na zijn ontslag uit dienst, verdiende Bierce zijn brood als schrijver voor diverse kranten zoals The San Francisco News Letter, The Argonaut, the Overland Monthly en  The Californian. In 1872 reisde Bierce om gezondheidsredenen naar Londen, waar hij voor het satirische tijdschrift Fun schreef, een concurrent van het bekendere Punch en kennismaakte met diverse literaire grootheden uit het Londen van die tijd.
Na zijn terugkeer in 1875 trok hij weer naar San Francisco en schreef onder meer voor het satirische tijdschrift The Wasp, waar de eerste delen van zijn later zo beroemde the Devil's Dictionary verschenen. Van 1879 tot 1880 woonde hij in South Dakota waar hij zijn brood verdiende als directeur van de New York Mining Company. Nadat deze firma echter failliet ging, keerde Bierce terug naar San Francisco en hervatte zijn journalistieke carrière.
Egotist, n: A person of low taste,
more interested in himself than me
In 1887 publiceerde hij een column, getiteld The Prattle (Het geklets) en werd een van de eerste vaste columnisten in dienst van William Randolph Hearst. In deze positie groeide hij uit tot een van de meest invloedrijke journalisten van de westkust. Hij bleef tot 1906 verbonden aan de kranten van Hearst. Vanwege zijn voorliefde voor bijtende sociale satire en zijn vlijmscherpe pen was Bierce een uiterst controversieel schrijver. Zo veroorzaakte hij een rel door een wet te torpederen die de schulden van de spoorwegen (130 miljoen dollar) aan de staat kwijtschold, die door een paar corrupte leden van het congres was ingediend. Toen hij door een vertegenwoordiger van de spoorwegbaronnen gevraagd werd "zijn  prijs te noemen", antwoordde Bierce in zijn krant "130 miljoen dollar en als ik toevallig niet in de stad (Washington D.C.) ben, kunt u dat aan mijn goede vriend geven: de Minister van Financiën".

## Literaire werken
Bierce heeft verschillende boeken en vele korte verhalen gepubliceerd, waarin hij zijn oorlogservaringen op schrift stelt, zoals An occurrence at Owl Creek, Killed at Resaca en Chickamauga, maar heeft ook verschillende dichtbundels geschreven. Zijn Fantastic Fables was een voorloper van de grotesquerie dat aan het begin van de twintigste eeuw een literair genre op zich was, waarvan Edgar Allan Poe de bekendste vertegenwoordiger is.
Zijn beroemdste werk, The Devil's Dictionary, verscheen eerst als losse bijdragen in The Wasp. Een verzameling ervan werd in 1906 in boekvorm uitgegeven onder de titel The Cynics Word Book en kreeg pas (officieel) de naam die Bierce zelf prefereerde als zelfstandige zevende band van zijn verzamelde werken die in 1909 het licht zagen.
Hij wordt beschouwd als een meester van het "Pure Engels". Zijn zorgvuldige woordkeuze en beknopte stijl worden nog steeds gewaardeerd.

## Verdwijning
In oktober 1913 verliet Bierce Washington D.C. om een tocht langs de slagvelden van de burgeroorlog te maken. Toen hij via El Paso Mexico binnentrok, dat op dat moment door de revolutie van Pancho Villa in rep en roer was, sloot hij zich als waarnemer en journalist bij de revolutionairen aan en nam in die rol deel aan de Slag bij Tierra Blanca. Het is zeker dat hij met hen meereisde tot Chihuahua, waar hij op 26 december 1913 een laatste brief aan een vriendin schreef. Vanaf dat moment is Ambrose Bierce spoorloos verdwenen. De datum van zijn dood wordt dan ook meestal weergegeven met "1914?"
Hoewel in de loop der tijden talloze theorieën omtrent zijn verdwijning de ronde hebben gedaan, is nooit een spoor van hem teruggevonden. In een van zijn laatste brieven aan zijn nicht Lora schrijft Bierce:
Vaarwel. Als je hoort dat ik tegen een Mexicaanse muur ben gezet en aan flarden geschoten, besef dan alsjeblieft dat ik denk dat dat een tamelijk goede manier is dit leven te verlaten. Het is beter dan ouderdom, ziekte en een val van de keldertrap. Een gringo te zijn in Mexico... Ah, dat is euthanasie

## Trivia
- Bierce leverde met zijn The Devil's Dictionary een groot aantal citaten voor het Unix-programma fortune.